# Ramulus amathia
Ramulus amathia är en insektsart som först beskrevs av John Obadiah Westwood 1859.  Ramulus amathia ingår i släktet Ramulus och familjen Phasmatidae. Inga underarter finns listade i Catalogue of Life.